# Gmina Skarbimierz
Die Gmina Skarbimierz ist eine Landgemeinde im Powiat Brzeski in der polnischen Woiwodschaft Oppeln. Gemeindesitz ist das Dorf Skarbimierz (deutsch: Hermsdorf).

## Geografische Lage
Die Gemeinde umschließt im Norden die Kreisstadt Brzeg (Brieg), im Osten grenzt sie an die Woiwodschaft Niederschlesien.

## Ortsteile
Die Gemeinde besteht aus folgenden 15 Ortsteilen (deutsche Namen bis 1945) mit Schulzenämter:

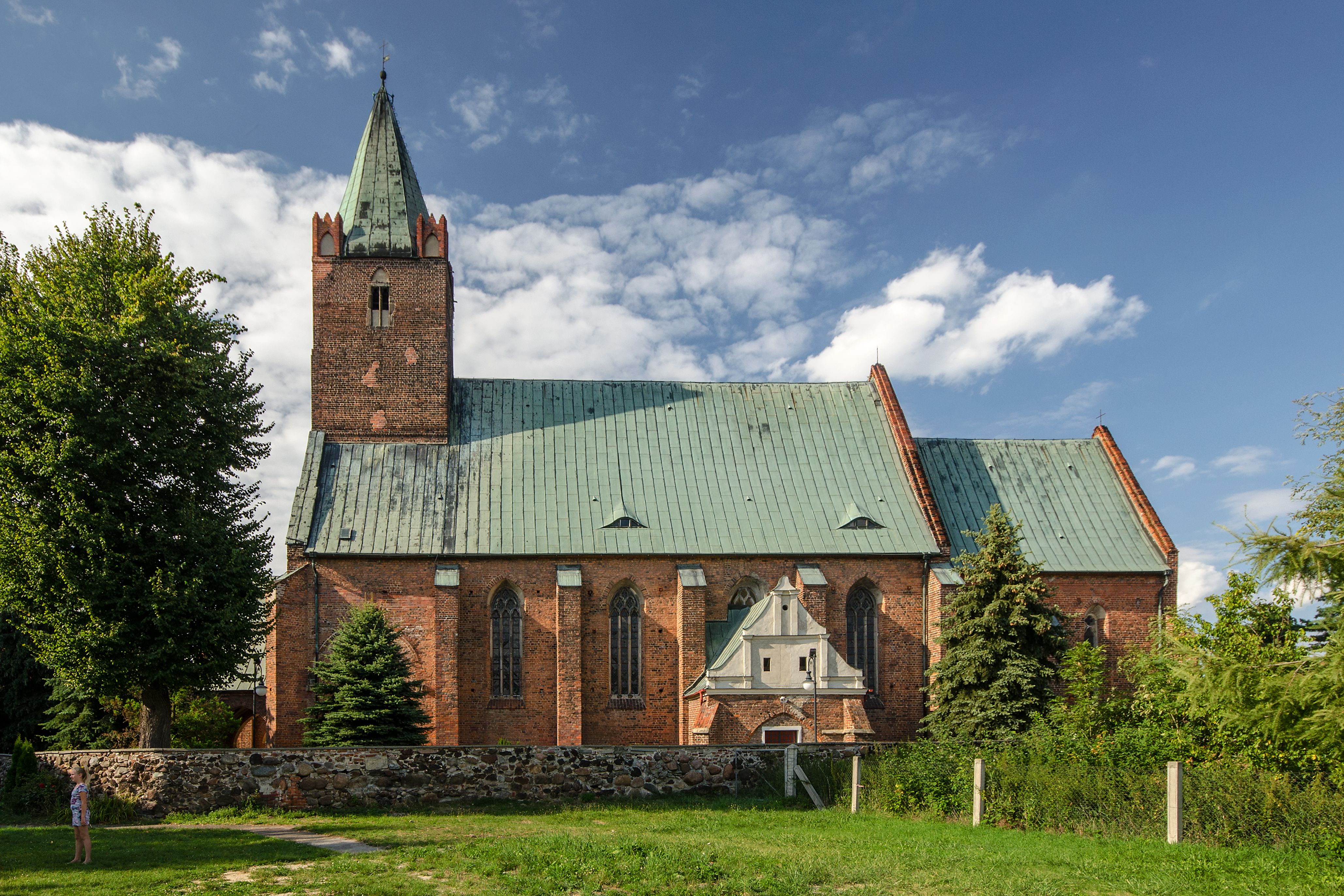
Dorfkirche von Małujowice

| - Bierzów (Bärzdorf) - Brzezina (Briesen) - Kopanie (Koppen) - Kruszyna (Schönau) - Lipki (Linden) | - Łukowice Brzeskie (Laugwitz) - Małujowice (Mollwitz) - Pawłów (Paulau) - Pępice (Pampitz) - Prędocin (Pramsen) | - Skarbimierz (Hermsdorf) - Skarbimierz Osiedle - Zielęcice (Grüningen) - Zwanowice (Schwanowitz) - Żłobizna (Schüsselndorf) |

## Politik

### Gemeindevorsteher
An der Spitze der Gemeindeverwaltung steht der Gemeindevorsteher. Seit 2014 ist dies Andrzej Pulit vom Wahlkomitee „Fortschritt und Entwicklung“. Bei der turnusgemäßen Wahl im April 2024 ergab sich folgendes Ergebnis:
- Andrzej Pulit (Wahlkomitee „Fortschritt und Entwicklung“) 47,5 % der Stimmen
- Tomasz Witkowski (Wahlkomitee Tomasz Witkowski) 24,8 % der Stimmen
- Joanna Janocha (Wahlkomitee Joanna Janocha) 20,6 % der Stimmen
- Elźbiete Wojtała (Wahlkomitee „Zukunft der Menschen“) 7,2 % der Stimmen

In der danach notwendigen Stichwahl setzte sich Amtsinhaber Pulit mit 59,8 % der Stimmen gegen Witkowski durch.
Bei der turnusmäßigen Wahl im Oktober 2018 wurde Andrzej Pulit ohne Gegenkandidaten mit 77,6 % der Stimmen wiedergewählt.

### Gemeinderat
Der Gemeinderat besteht aus 15 Mitgliedern und wird von der Bevölkerung direkt in 15 Einpersonenwahlkreisen gewählt. Die Gemeinderatswahl 2024 führte zu folgendem Ergebnis:
- Wahlkomitee „Fortschritt und Entwicklung“ 30,9 % der Stimmen, 6 Sitze
- Wahlkomitee Tomasz Witkowski 24,5 % der Stimmen, 5 Sitze
- Wahlkomitee Joanna Janocha 19,0 % der Stimmen, 2 Sitze
- Wahlkomitee „Zukunft der Menschen“ 8,2 % der Stimmen, kein Sitz
- Wahlkomitee Mark Kołodziej 7,6 % der Stimmen, 1 Sitz
- Wahlkomitee „Stimme der Gemeinde“ 7,0 % der Stimmen, kein Sitz
- Trzecia Droga 2,8 % der Stimmen, 1 Sitz
- Übrige 0,1 % der Stimmen, kein Sitz

Die Gemeinderatswahl 2018 führte zu folgendem Ergebnis:
- Wahlkomitee „Fortschritt und Entwicklung“ 36,6 % der Stimmen, 6 Sitze
- Wahlkomitee „Zustimmung zur Gemeinde“ 18,0 % der Stimmen, 2 Sitze
- Wahlkomitee „Unabhängiges Skarbimierz“ 14,1 % der Stimmen, 3 Sitze
- Wahlkomitee Joanna Janocha 7,8 % der Stimmen, 1 Sitz
- Wahlkomitee „Aktives Dorf“ 6,6 % der Stimmen, kein Sitz
- Wahlkomitee Dariusz Skrobich 5,3 % der Stimmen, 1 Sitz
- Wahlkomitee Mark Kołodziej 5,2 % der Stimmen, 1 Sitz
- Wahlkomitee Dariusz Nawrocki 3,3 % der Stimmen, 1 Sitz
- Wahlkomitee Janusz Jacheć 3,2 % der Stimmen, kein Sitz

## Sehenswürdigkeiten
Im Gemeindegebiet finden sich einige mittelalterlichen Dorfkirchen, von denen die gotische Pfarrkirche von Małujowice (Mollwitz) besonders herausragt. Die Kirchen von Bierzów, Brzezina, Kruszyna, Łukowice Brzeskie, Małujowice und Zielęcice sind aufgrund ihrer historischen Wandmalereien Teil eines regionalen, um die Stadt Brzeg herumführenden Kulturwegs (Szlak Polichromii Brzeskich).

## Verkehr
Der Haltepunkt Lipki an der Bahnstrecke Bytom–Wrocław und der Bahnhof Małujowice an der größtenteils stillgelegten Bahnstrecke Brzeg–Łagiewniki Dzierżoniowskie liegen im Gemeindegebiet.